# Skeet

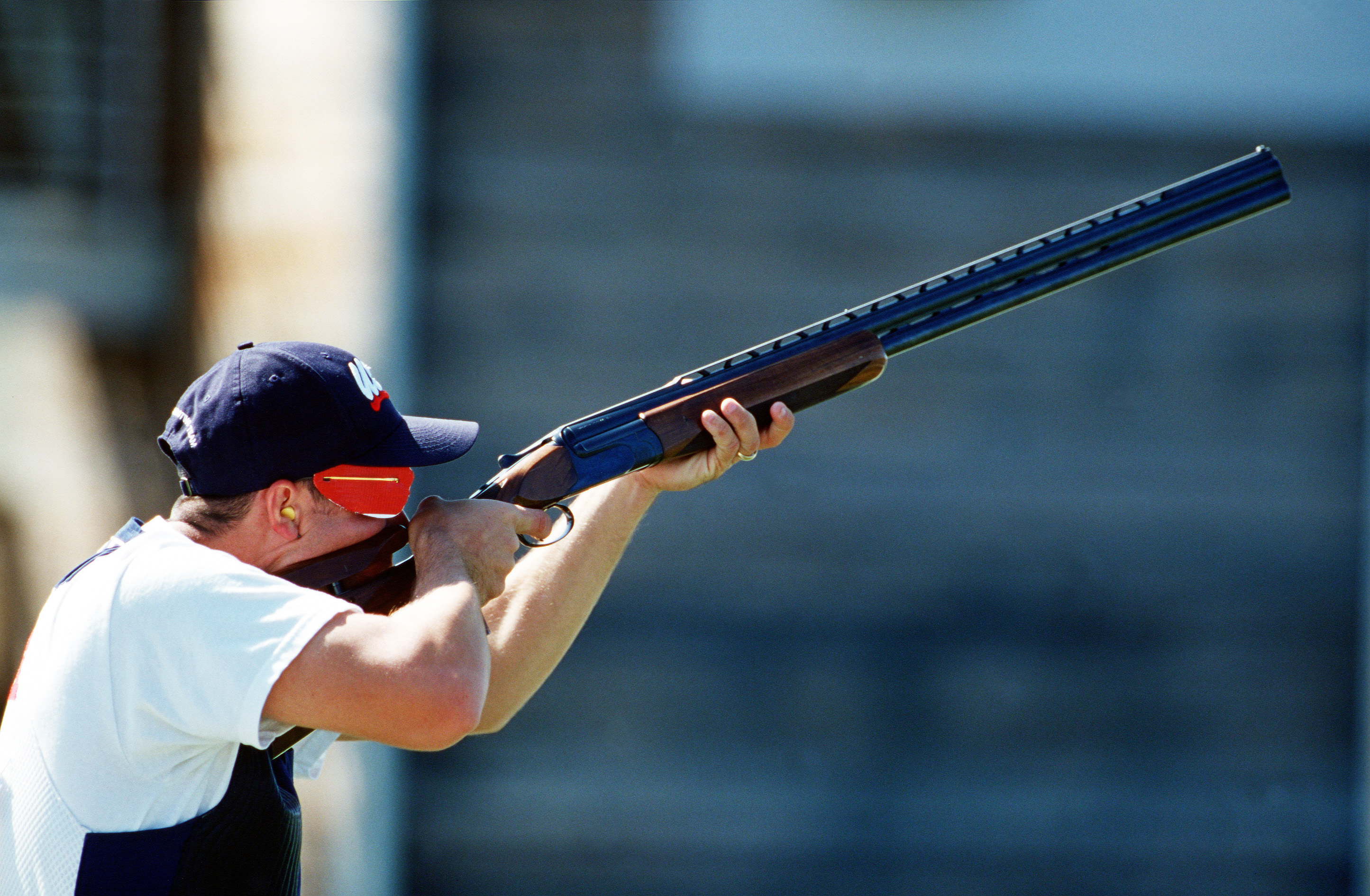
Zawodnik strzelający do rzutków.

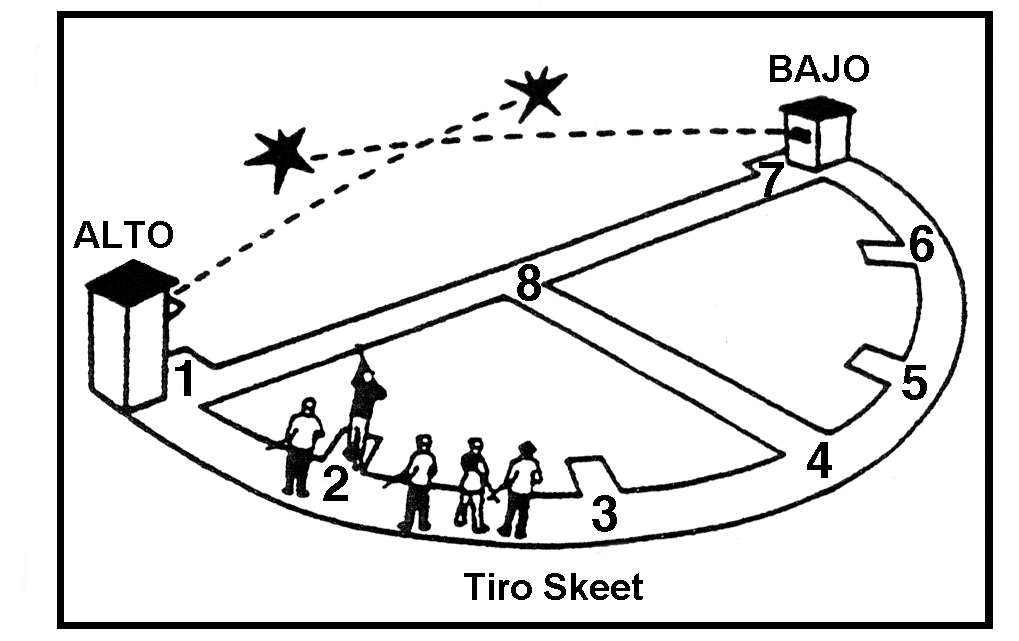

Skeet – dziedzina strzelectwa sportowego, w której z gładkolufowych strzelb śrutowych oddaje się strzały do ceramicznych rzutków wyrzucanych z maszyn umieszczonych w dwóch budkach (niskiej i wysokiej), umieszczonych po bokach pola pod różnym kątem. W skeecie strzela się z ośmiu stanowisk, z których siedem jest rozmieszczonych po łuku łączącym obie budki a ósme w centralnym punkcie między budkami na osi pola. Maszyny wyrzucające rzutki powinny być tak ustawione, by przecięcie się dróg rzutków nastąpiło na osi pola. Cały cykl zawodów składa się z 125 (mężczyźni) lub 75 (kobiety) strzałów w seriach po 25 strzałów oraz 16 strzałów w finale dla najlepszych sześciu zawodników. Dozwolony kaliber broni w trapie to 12/76, przy maksymalnej naważce 24,5 grama kulistego śrutu o maksymalnej średnicy 2,6 mm, zwykle dla skeet jest to 2,0 mm i 24 gramy.

## Historia
Charles Davis i William Harnden Foster z Andover, Massachusetts, wynaleźli strzelanie do rzutków. W 1920 roku Davis, zapalony myśliwy zajmujący się kuropatwami, a Foster, miłośnik łowiectwa, malarz, ilustrator i autor książki "New England Grouse Hunting", opracowali grę, którą nieformalnie nazywano "Strzelanie wokół zegara". Oryginalny tor miał postać koła o promieniu 25 jardów, z obwodem oznaczonym jak tarcza zegara i wyrzutnią ustawioną na pozycji "12". Praktyka strzelania z różnych kierunków musiała zostać przerwana, gdy obok otwarto fermę drobiu. Gra ewoluowała do obecnej formy do 1923 roku, gdy jeden z uczestników, William Harnden Foster, rozwiązał problem, umieszczając drugą wyrzutnię na pozycji "6" i dzieląc tor na pół. Foster szybko dostrzegł atrakcyjność tego rodzaju rywalizacji strzeleckiej i podjął się zadania uczynienia z niej narodowego sportu.
Gra została przedstawiona w lutym 1926 roku w magazynach National Sportsman i Hunting and Fishing, a nagroda w wysokości 100 dolarów została zaoferowana każdemu, kto wymyśli nazwę dla nowego sportu. Zwycięska propozycja brzmiała "skeet" i została wybrana przez Gertrude Hurlbutt. Słowo to rzekomo wywodzi się od norweskiego słowa oznaczającego "strzelać" (skyte). Pierwsze Mistrzostwa Narodowe w Strzelaniu do Rzutków odbyły się w 1926 roku. Wkrótce potem powstało Narodowe Stowarzyszenie Strzelców do Rzutków. W trakcie II wojny światowej amerykańskie wojsko wykorzystywało strzelanie do rzutków, aby nauczyć strzelców zasad prowadzenia i pomiaru czasu na latającym celu.
Za swoją rolę w doskonaleniu i rozwijaniu tej dyscypliny, William "Bill" Foster został nazwany jednym z pierwszych członków Galerii Sław Narodowego Stowarzyszenia Strzelców do Rzutków w 1970 roku i jest obecnie znany jako "Ojciec Strzelania do Rzutków".